# Kirchlicher Dienst in Polizei und Zoll der Konföderation evangelischer Kirchen in Niedersachsen
Der Kirchliche Dienst in Polizei und Zoll ist eine dem Haus kirchlicher Dienste (HkD) der Evangelisch-lutherischen Landeskirche Hannovers zugeordnete Einrichtung der Konföderation evangelischer Kirchen in Niedersachsen und wird von den fünf Mitgliedskirchen getragen.  Die Geschäftsstelle hat ihren Sitz im Hanns-Lilje-Haus in der Altstadt von Hannover.

## Geschichte
Ab 1966 gab es im Amt für Gemeindedienst (heute Haus kirchlicher Dienste) die Einrichtung  Kirchliche Arbeit im Polizei- und Zollgrenzdienst. Am 6. Mai 1986  wurde der Kirchliche Dienst in Polizei und Zoll in Niedersachsen gegründet. Bis einschließlich 1990 wurde der Dienst von der Evangelisch-lutherischen Landeskirche Hannovers für Niedersachsen getragen. Seit Januar 1991 ist der Kirchliche Dienst in Polizei und Zoll eine Einrichtung der Konföderation evangelischer Kirche in Niedersachsen und war den Arbeitsgebieten im Amt für Gemeindedienst/Haus kirchlicher Dienste gleichgestellt. Heute ist es eine dem Haus kirchlicher Dienste zugeordnete Einrichtung.

## Aufgaben
Der Kirchliche Dienst in Polizei und Zoll ist für die Seelsorge und kirchliche Betreuung der Mitarbeiter der Polizei und des Zolls  im Land Niedersachsen zuständig und fördert den Kontakt zwischen Kirche und Polizei. Er bietet Seminare, Fort- und Weiterbildungen an und berät die Polizei- und Zollbehörden. Der Kirchliche Dienst veröffentlicht Texte und Materialien. Die Mitarbeiter halten Vorträge, helfen als Seelsorger bei besonders schwierigen Einsatzsituationen und stehen den Polizei- und Zollmitarbeitern für Gespräche zur Verfügung.